# Miniopterus pusillus
Miniopterus pusillus — вид ссавців родини лиликових.

## Проживання, поведінка
Країна поширення: Китай, Гонконг, Індія, Індонезія, Лаос, М'янма, Непал, Таїланд, В'єтнам. У Південній Азії був записаний до висоти 1200 м над рівнем моря. Лаштує сідала в вапнякових печерах, водопропускних трубах, в тріщинах дерев колоніями до 700 осіб.

## Загрози та охорона
Немає серйозних загроз для цього виду. Вид був записаний в охоронних територіях.